# Jules Loiseleur
Jules Loiseleur, né le 4 octobre 1816 à Orléans (Loiret) et mort le 4 mars 1900 dans la même ville, est un bibliothécaire, historien et écrivain français.

## Biographie
Jules Loiseleur naît à Orléans dans le département du Loiret le 4 octobre 1816 au cours de la Restauration et exerce la profession de notaire avant de vendre son étude pour se consacrer à la littérature.
Il s'engage en politique dans le camp des conservateurs et entre au conseil municipal d'Orléans en 1846 . Il s'y fait remarquer en 1853 en proposant l'organisation d'une loterie pour financer l'installation de la statue équestre de Jeanne d'Arc.
À partir de 1856 et pendant 40 ans, il exerce la fonction de bibliothécaire à la bibliothèque publique de la ville d'Orléans. Il est membre de deux sociétés savantes orléanaises : la Société d'agriculture, sciences, belles-lettres et arts d'Orléans dont il occupe le poste de secrétaire général et la Société archéologique et historique de l'Orléanais. 
Il collabore également au journal Le Temps, à la Revue des questions historiques et à la Revue contemporaine. Parmi ses travaux d'historien, on dénombre de nombreux articles sur l'épopée de Jeanne d'Arc, ainsi que sur l'époque moderne : les châteaux de la Loire, le règne de Louis XIV et celui d'Henri IV, dont un article complétant la thèse de Jules Michelet concernant son assassinat.
Il est nommé chevalier de la Légion d'honneur le 10 mai 1868 en qualité d'administrateur de la bibliothèque d'Orléans.

## Œuvres littéraires

### Auteur

#### Ouvrages
- Les crimes et les peines dans l'antiquité et dans les temps modernes. Étude historique, Paris, L. Hachette (1863)[9] ;
- Lettres sur les inondations adressées à M. Pagnerre, ancien rédacteur en chef du Journal du Loiret, Orléans, imprimerie de E. Puget  (1866)[10] ;
- Molière : nouvelles controverses sur sa vie et sa famille, Orléans, H. Herluison (1866)[11] ;
- Les points obscures de la vie de Molière, Paris, I. Liseux (1877)
- Résidence royale de la Loire, Chambord : quelques pages de son histoire, Orléans : imprimerie de Pagnerre (1861)[12]
- L'Administration des finances dans les premières années du règne de Charles VII (1869)
- Les Archives de l'Académie d'Orléans (1872)
- Les Bibliothèques communales, historique de leur formation, examen des droits respectifs de l'État et des villes sur ces collections (1891)
- Châteaux historiques de la Loire. Étude sur Gilles Berthelot, constructeur du château d'Azay-le-Rideau, et sur l'administration des finances à son époque (1860)
- Châteaux historiques de la Loire. Chaumont-sur-Loire (1858)
- Compte des dépenses faites par Charles VII, pour secourir Orléans, pendant le siège de 1428 (1868)
- Un dernier mot sur le Masque de fer (1870)
- Desfriches (1873)
- La doctrine secrète des Templiers (1872)
- Étude sur Gilles Berthelot (1860)
- Eugène Bimbenet (1892)
- L'hymne de l'orphéon (1864)
- La Jeanne d'Arc de Foyatier (1892)
- Les Jours égyptiens (1873)
- Mémoires de la Société nationale des antiquaires de France (1872)
- Les Larcins de M. Libri à la bibliothèque publique d'Orléans (1884)
- La Légende du chevalier d'Assas (1872)
- Lénore (s.d.)
- Le Masque de fer devant la critique moderne (1867)
- Monographie du château de Sully (1868)
- La Mort de Gabrielle d'Estrées d'après une relation contemporaine inédite (1872)
- La Mort du second prince de Condé (1876)
- Notice sur des manuscrits inédits de Lavoisier et sur ses travaux dans l'assemblée provinciale de l'Orléanais tenue en 1787 (1863, 1881)
- Les Privilèges de l'Université de lois d'Orléans (1887)
- Problèmes historiques (1867)
- Questions historiques du XVIIe siècle : Ravaillac et ses complices ; L'Évasion d'une reine de France ; La Mort de Gabrielle d'Estrées ; Mazarin et le duc de Guise (1873)
- Les Résidences royales de la Loire (1863)
- Trois énigmes historiques (1882)
- L'Université d'Orléans pendant sa période de décadence (1886)

#### Articles
- « Châteaux historiques de la Loire : Le château de Gien »,  Mémoires de la Société d'agriculture, sciences et arts d'Orléans (1860)
- « Le château du Hallier », Mémoires de la Société des sciences et arts d'Orléans, t. XII (1869)

### Éditeur scientifique
- Anthologie d'Horace (Odes choisies) (1875)
- L'expédition du duc de Guise à Naples (1875)

### Traducteur
- Anthologie d'Horace (Odes choisies) (1875).